# Lotte Hollands
Lotte Hollands (Maasbree, 1981) is een Nederlands wiskundige en mathematisch fysicus, bekend van haar bijdragen aan kwantumveldentheorie, supersymmetrie en snaartheorie. Ze is universitair hoofddocent en Royal Society Dorothy Hodgkin fellow aan de faculteit Wiskunde van de Heriot-Watt Universiteit.

## Biografie
Hollands groeide op in haar geboorteplaats Maasbree. Ze studeerde wiskunde en theoretische natuurkunde aan de Universiteit Utrecht, waar ze lid was van de redactie van het tweemaandelijkse verenigingsblad De Vakidioot van studievereniging A-Eskwadraat. Zij promoveerde in 2009 aan de Universiteit van Amsterdam op haar proefschrift Topologische Snaren en Kwantumkrommen, met als promotor professor Robbert Dijkgraaf.
Hollands kreeg in 2008 een Rubicon-beurs van NWO en ging na haar promotie postdoctoraal onderzoek doen aan het California Institute of Technology onder toezicht van professor Sergei Gukov. In 2012 kreeg zij een Dorothy Hodgkin Fellowship van de Royal Society. Ze heeft gewerkt als onderzoeksmedewerker aan de Universiteit van Oxford voordat ze in 2016 universitair hoofddocent werd aan de Heriot-Watt Universiteit in Edinburgh.

## Prijzen
In 2018 werd Hollands bekroond met de Anne Bennett Prijs van de London Mathematical Society vanwege haar onderzoek naar het raakvlak van kwantumtheorie en meetkunde, maar ook voor haar activiteiten om mensen buiten het vakgebied te betrekken.